# Paixtuwali
El paixtuwali (paixtu: پښتونوالی) és el codi ètic no escrit i estil de vida que practica el poble paixtu. Es basa en els principis fonamentals de l'hospitalitat, venjança/justícia, perdó/asil, honor, valentia, coratge, respecte i lleialtat. Es podria dir que és un sistema de lleis i de governabilitat que segueix vigent des de fa més de 2.500 anys, quan les tribus que van començar a practicar-lo eren analfabetes i no utilitzaven instruments escrits com ara llibres. És la primera llei establerta per la humanitat per als drets de l'individu. La seva conservació es reserva sobretot a les zones rurals tribals i el seu significat pot ser interpretat com el «codi de vida» o «camí dels paixtus».
Aquest codi d'honor de vida consisteix en l'alt honor i responsabilitat de cada membre d'una tribu de salvaguardar a un individu dels seus enemics i de protegir-lo costi el que costi. A més de ser practicat per membres de la diàspora paixtu, ha estat adoptat per alguns afganesos i pakistanesos que viuen a les regions paixtus o bé a zones properes.